# جامعة بوليتكنيكا في بوخارست
جامعة بوليتكنيكا في بوخارست (بالرومانية: Universitatea Politehnica din București)‏ هي جامعة تقنية تقع في بوخارست برومانيا، تأسست عام 1818. تم تصنيف جامعة بوليتكنيكا من قبل وزارة التعليم على أنها جامعة بحثية وتعليمية متقدمة.
الجامعة عضو في الرابطة الأوروبية للتعليم الدولي، ورابطة الجامعات الأوروبية، ومجلس رابطة الجامعات الأوروبية لتعليم الدكتوراه، ومؤتمر المدارس الأوروبية للتعليم والبحث الهندسي المتقدم ‏، والتحالف الروماني للجامعات التقنية.

## تاريخ
تعتبر جامعة بوليتكنيكا أكبر جامعة تقنية في رومانيا. ترتبط تقاليدها بتأسيس أول مدرسة فنية عليا في منطقة والاشيا عام 1818 على يد جورج لازير ‏. وُلد لازير في ترانسيلفانيا، ودرس في سيبيو وكلوج نابوكا. بين سنتي 1817 و1818 سعى لإقناع النبلاء المحليين بالحاجة إلى دعم مدرسة تقنية حديثة في رومانيا. وهكذا، في 24 مارس 1818، بموجب مرسوم أميري من إيوان كاراجيا، تم تنظيم المدرسة التقينة العليا لمُهندسي المسح (Școala Tehnică Superioară pentru Ingineri Hotarnici) داخل المدرسة الأكاديمية للفسلفة والعلوم الرياضية في أكاديمية بوخارست الأميرية ‏.
في عام 1832 أعيد تنظيم المدرسة، حيث أصبحت تضم أربع دورات، وفقًا لأحكام اللائحة العضوية. من بين الكليات الأخرى، تضمنت الكليات التي تتعامل مع العلوم الدقيقة دورات مثل علم المثلثات التطبيقي، وعلم تقسيم الأرض، وعلم المعادن، والرسومات الهندسية، والهندسة الوصفية، والعناصر الميكانيكية المطبقة على الآلات العادية، ومبادئ بناء الطرق والجسور، وعناصر العمارة، إلخ. اضطر الخريجون إما للعمل لمدة ثلاث سنوات للدولة، أو إعادة المنحة التي حصلوا عليها.
في عام 1862، أنشأ حاكم الممالك المتحدة، ألكسندر يوحنا كوزا، بموجب مرسوم أميري آخر، مجموعة من القواعد لتنظيم المهندسين المدنيين، والتسلسل الهرمي للمهندسين أو الموصلات، ورواتبهم، وتم تحديد شروط القبول والترقية بوضوح. في 1 أكتوبر 1864، تم إنشاء مدرسة الجسور والطرق والمناجم والعمارة.

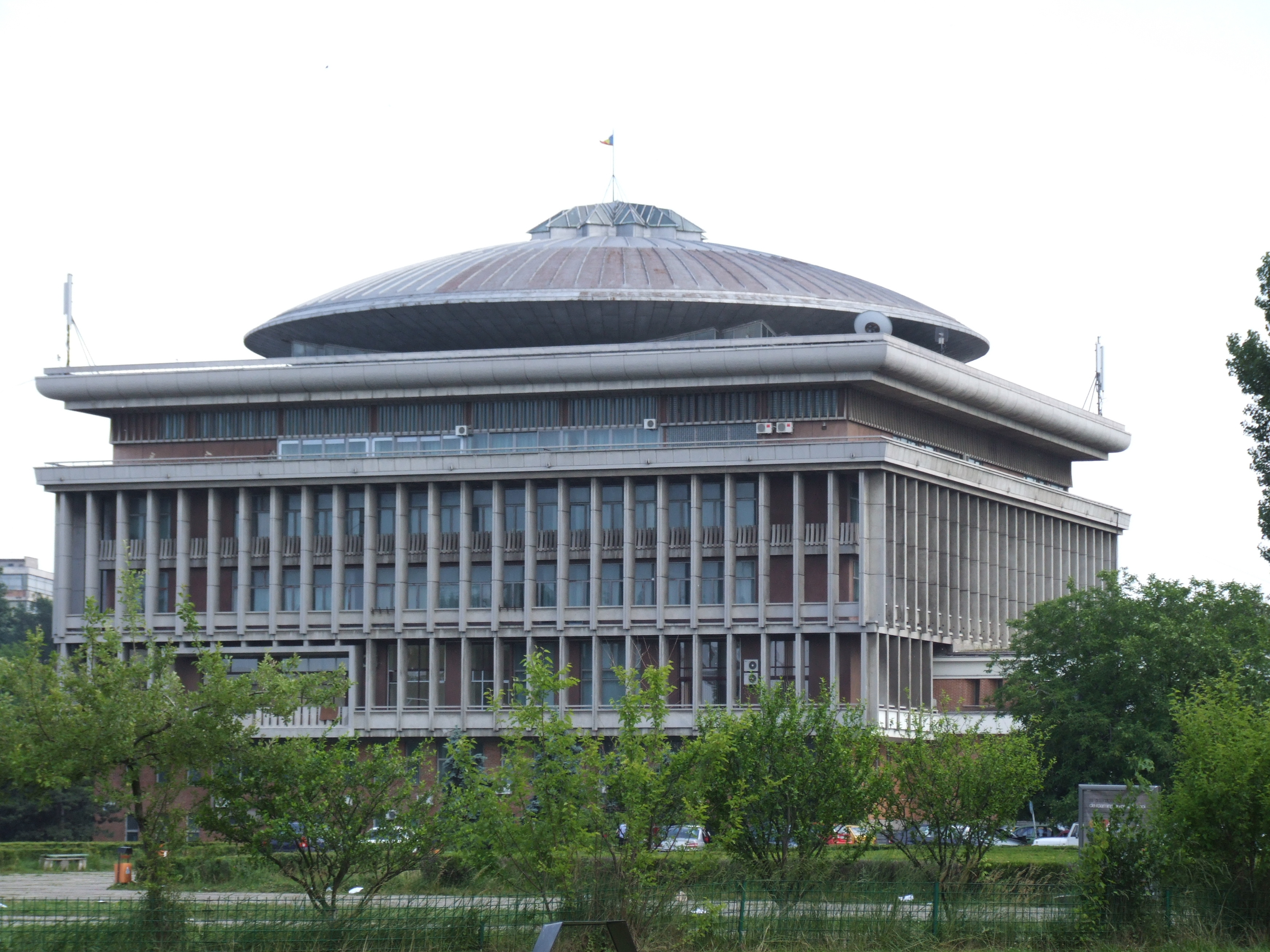
المبنى الادارى الرئيسى (Rectorat)

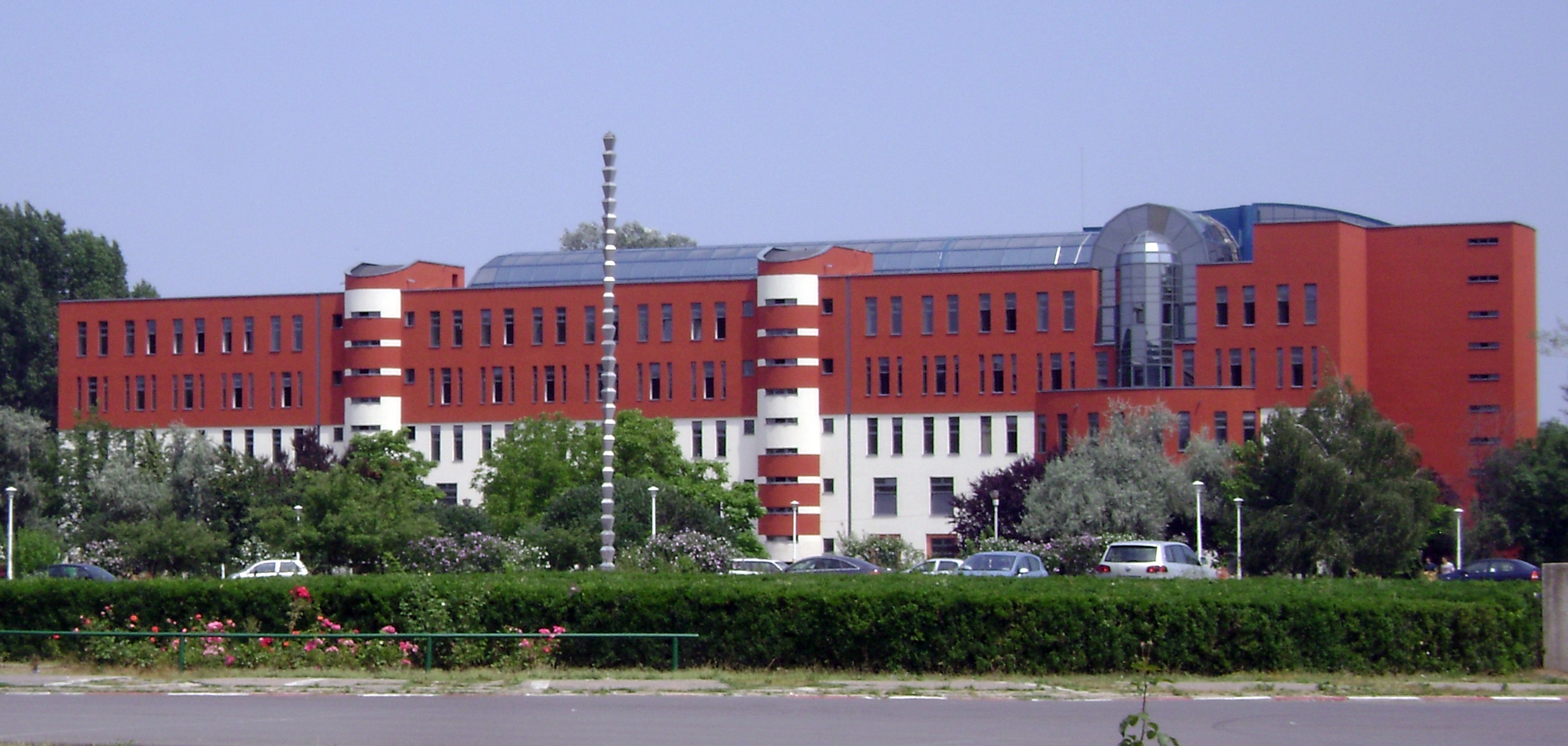
مبنى المكتبة

كان جورجي دوكا ‏ شخصية مهمة في «مدرسة الجسور والطرق والمناجم». في وقت مبكر من عام 1887، قام بتحليل محتوى الدورات، ووجد نقاط الضعف في المدرسة، وكذلك أفضل الحلول لتحسين مستواها الأكاديمي. في تلك الأوقات، كان الشرط الأساسي هو الشدة المفروضة على سلوك الطلاب، بالإضافة إلى التقييم. تمّ إقصاء الطلاب الذين حصلوا على نتائج غير كافية، أو لديهم حضور غير منتظم في الدورة. في البداية، لم يكن للسنة التحضيرية اختبارات قبول.
بدءًا من عام 1881، تم تقديم اختبار القبول؛ كانت الأولوية القصوى هي جودة المرشحين. حاول جورجي دوكا ونجح في إحضار أفضل الأساتذة إلى «المدرسة الوطنية للجسور والطرق»؛ من بين هؤلاء كان ديفيد إيمانويل (الرياضيات الابتدائية)، وسبيرو هاريت (الجبر والهندسة التحليلية)، وسي إم ميرونيسكو (الإحصاء والهندسة الرسومات)، وكونستانتين إستراتي ‏ (الفيزياء)، وأنجيل ساليني ‏ (الجسور والطرق). علاوة على ذلك، كان جورجي دوكا يعتبر أعظم سلطة في السكك الحديدية في نهاية القرن التاسع عشر. ربما كانت هذه لحظة تحول، عندما ثبت بوضوح أن رومانيا كانت قادرة على تحقيق ما كان يعتقد أنه من المحتمل الحصول عليه في الخارج فقط، وهو تدريب المتخصصين المؤهلين تأهيلا عاليا في العلوم والهندسة.
مثّل عام 1890 أيضًا نقطة مهمة، عندما تم إنشاء لجنة جديدة في المدرسة الوطنية للجسور والطرق. كان دورها الرئيسي هو إصدار شهادات معادلة الشهادات الهندسية التي تم الحصول عليها في الخارج، وبالتالي تحويل هذه المدرسة الوطنية إلى نموذج لتقييم الدراسات الفنية العليا.
تم تعيين نيكولاي فاسيليسكو كاربين ‏ مديرًا للمدرسة في فبراير 1920. كنتيجة مباشرة لمساعيه، وافقت الحكومة على إنشاء مدارس البوليتكنيك في رومانيا، التي تم تصورها كمؤسسات للتعليم العالي، على غرار الجامعات، وكان هدفها النهائي هو التدريب الهندسي تحت إشراف وزارة الأشغال العامة.
تم إنشاء مدرسة البوليتكنيك من خلال تحويل «المدرسة الوطنية للجسور والطرق» إلى «مدرسة البوليتكنيك في بوخارست». وكانت تتألف في مرحلتها الأولية من أربعة أقسام:
- الهندسة المدنية؛
- الميكانيكا والكهرباء؛
- المناجم والتعدين؛
- القسم الصناعي.

في هذه الفترة، بالإضافة إلى مدرسة البوليتكنيك، كانت هناك معاهد للمهندسين داخل الجامعات. على سبيل المثال، استضافت جامعة بوخارست معهدًا للهندسة الكهربائية، ومعهدًا للكيمياء الصناعية وآخر للكيمياء الزراعية والغذائية.
كان المرسوم 3799 لعام 1938 حجر الأساس المهم الآخر الذي ينص على أنه لا يمكن توفير التعليم العالي إلا من قبل الجامعات أو مدارس البوليتكنيك أو أكاديميات الدراسات التجارية. كنتيجة مباشرة، تم تقديم أكاديمية الدراسات الزراعية العليا، وأكاديمية الهندسة المعمارية، ومعهد الكيمياء الصناعية، والكيمياء الزراعية والأغذية، على التوالي، في إطار «بوخارست بوليثنيكا». كان تغيير الاسم من «مدرسة بوليتكنيكا في بوخارست» إلى «مدرسة البوليتكنيك كارول الثاني في بوخارست» مصحوبًا بتغييرات أخرى أيضًا. وهكذا، اعتمدت بوليتكنيكا على وزارة التربية الوطنية (بدلاً من وزارة الأشغال العامة)، وأصبح المدير السابق رئيسًا للبوليتكنيكا، وأصبحت الأقسام المختلفة كليات، وأصبح رؤساءها بدورهم عمداء وما إلى ذلك.
بين عامي 1938 و 1948 كان لدى بوليتكنيكا بوخارست سبع كليات: الهندسة المدنية، والميكانيكا الكهربائية، وعلم الفلزات، والكيمياء الصناعية، وزراعة الغابات، وعلم الزراعة، والهندسة المعمارية.
حدث تحول مهم آخر في عام 1948، عندما أصبحت العديد من البوليتكنيكا أو حتى التخصصات مستقلة، أو حتى انتقلت إلى مدن أخرى. تعود جذور بعض الجامعات أو المعاهد أو الكليات الجديدة إلى «بوليتكنيكا بوخارست» القديمة. وهكذا، فإن المؤسسات التالية، كانت في البداية كليات أو أقسام في «البوليتكنيكا» في بوخارست: الجامعة التقنية للهندسة المدنية في بوخارست ‏؛ وجامعة أيون مينكو للهندسة المعمارية والتخطيط العمراني ‏؛ وجامعة العلوم الزراعية والطب البيطري في بوخارست ‏؛ وكلية الغابات - جامعة ترانسيلفانيا في براشوف؛ ومدرسة المناجم - بتروتشاني؛ وجامعة النفط والغاز في بلويشت ‏، وكلية كيمياء الأغذية - جامعة غالاتس ‏؛ وكلية صناعة النسيج - جامعة غيورغي أساكي التقنية في ياش.
بين سنتي 1948 و1992، كان اسم المدرسة «معهد البوليتكنيك في بوخارست». لعدة سنوات كان يطلق عليه اسم (Institutul Politehnic 'Gheorghe Gheorghiu-Dej' București). بناءً على قرار من مجلس الشيوخ (نوفمبر 1992)، تحول معهد البوليتكنيك في بوخارست إلى جامعة بوليتكنيكا في بوخارست.

## التصنيف
وفقًا لمختبر (Scimago)، واستنادًا إلى البيانات التي تم جمعها بين عامي 2007 و 2011، احتلت جامعة بوليتكنيكا في بوخارست المرتبة 546 في العال، و 15 إقليمًا، ورقم واحد في البلاد من خلال عدد المنشورات.
في مسابقة البرمجة الجماعية الدولية السنوية التاسعة والعشرين لجمعية آلات الحوسبة، التي أُقيمت في جامعة شانغهاي جياو تونغ، في 6 أبريل 2005، احتل فريق طلاب جامعة بوليتكنيكا المرتبة العاشرة.

## الكليات
تتكون الجامعة من كليات. الكليات هي كيانات أكاديمية متميزة، ولكل منها معايير القبول الخاصة بها. ومع ذلك، هناك عدد من القواسم المشتركة: تقدم جميع الكليات شهادات الهندسة فقط، وهناك مناهج مشتركة إلى حد كبير يتم ملاحظتها في السنة الأولى من الدراسات، وهناك مرافق تعليمية مشتركة ومنشآت طلابية مشتركة. يتم التدريس باللغة الرومانية، وفي كلية الهندسة بإحدى اللغات الأجنبية الآتية: الإنجليزية والفرنسية والألمانية. يوجد حاليا خمس عشرة كلية:
- كلية الهندسة الكهربائية؛
- كلية هندسة الطاقة؛
- كلية التحكم الآلي وعلوم الكمبيوتر؛
- كلية الإلكترونيات والاتصالات وتكنولوجيا المعلومات؛
- كلية الهندسة الميكانيكية والميكاترونكس؛
- كلية الهندسة وإدارة النظم التكنولوجية؛
- كلية هندسة النظم التقنية الحيوية؛
- كلية النقل؛
- كلية هندسة الطيران؛
- كلية علوم وهندسة المواد؛
- كلية الكيمياء التطبيقية وعلوم المواد؛
- كلية الهندسة باللغات الأجنبية؛
- كلية العلوم التطبيقية؛
- كلية الهندسة الطبية؛
- كلية ريادة الأعمال والهندسة وإدارة الأعمال.

## أعضاء هيئة التدريس والخريجين البارزين
- إيلي كارافولي [الإنجليزية]‏، مهندس طيران
- هنري كواندا
- ميهاي دراغانيسكو [الإنجليزية]‏، رئيس الأكاديمية الرومانية [الإنجليزية]‏ بين عامي 1990 و 1994
- ترايان لاليسكو
- ميخائيل مانويلسكو
- ناديا كومانتشي
- كوستين نينيتسيسكو [الإنجليزية]‏
- أوريل بيرسو [الإنجليزية]‏
- بيتر ستويكا [الإنجليزية]‏
- سيميون ستويلوف [الإنجليزية]‏
- غابرييل سودان [الإنجليزية]‏
- نيكولاي فاسيليسكو كاربين [الإنجليزية]‏
- رادو فوينيا، رئيس الأكاديمية الرومانية بين عامي 1984 و 1990
- يعتبر أندريه ألكسندريسكو [الإنجليزية]‏ على نطاق واسع واحدًا من أبرز الخبراء في برمجة سي++، كبير الباحثين في فيسبوك، ومطور على D 2.0
- روديكا بارانيسكو [الإنجليزية]‏، الرئيس السابق لجمعية مهندسي السيارات الدولية، وعضو الأكاديمية الوطنية للهندسة بالولايات المتحدة الأمريكية.
- رادو غورغيسكو، مهندس برمجيات ورجل أعمال ومؤسس (GeCAD Software) (التكنولوجيا التي اشترتها مايكروسوفت، والتي أصبحت مايكروسوفت سكيورتي إسنشالز)
- ميرسيا رادو، مهندس ومخترع سيارات، حائز على جائزة (Ed Cole) الدولية للابتكار لعام 2008، وهو رئيس جمعية مهندسي السيارات الدولية
- ميخائيل روكو [الإنجليزية]‏، رئيس اللجنة الفرعية للمجلس الوطني للعلوم والتكنولوجيا في الولايات المتحدة للعلوم والهندسة والتكنولوجيا (NSET)، مستشار أول لتقنية النانو في مؤسسة العلوم الوطنية، مؤسس مبادرة النانو الوطنية
- دينو بريتيانو [الإنجليزية]‏، سياسي، قاد الحزب الوطني الليبرالي (PNL) بدءًا من عام 1934
- سيلفيا سيورني [الإنجليزية]‏، سياسية وعضو في البرلمان الأوروبي
- سيرجيو كونيسكو [الإنجليزية]‏، سياسي
- إيون إيليسكو، رئيس رومانيا السابق
- ليفيو ليبريسكو، مهندس وعالم للملاحة الجوية، قُتل أثناء مذبحة جامعة فرجينيا
- رادو مانيكاتيد [الإنجليزية]‏، مهندس ومُنشئ طائرات، مخترع (سيارة MR) الصغيرة
- ميهاي نادين، عالم الكمبيوتر، ورائد التفاعل بين الإنسان والحاسوب، ومدير معهد البحوث في النظم التوقعية
- سيرجيو نيكولايسكو، مخرج
- إيون ميهاي باتشيبا، كيميائي، وجنرال وأعلى مسؤول استخبارات، انشق عن الكتلة الشرقية السابقة
- دان بيتريسكو (رجل أعمال) [الإنجليزية]‏، رجل أعمال وملياردير روماني، أحد أغنى الأشخاص في رومانيا في عصره
- كريستيان تودور بوبيسكو، صحفي ومؤلف في سان فرانسيسكو
- فاسيلي إم. بوبوف، رياضياتي
- دوميترو بروناريو، رائد فضاء، وأول روماني صعد للفضاء
- لورانس راوتشويرجر [الإنجليزية]‏، عالم الكمبيوتر
- دان رومان (رجل أعمال) [الإنجليزية]‏، رجل أعمال ومستثمر وخبير في تكنولوجيا المعلومات
- بيتري رومان، سياسي روماني
- جورج نيكولا [الإنجليزية]‏، عالم الكمبيوتر
- إيون ستويكا [الإنجليزية]‏، عالم الكمبيوتر
- فلورين تيودور تونوسيسكو [الإنجليزية]‏، مهندس كهربائي
- ميهايلا كاردي [الإنجليزية]‏، عالمة كمبيوتر

## روابط خارجية
- Official site. Available in Romanian, English and some French materials
- History of the Polytechnic University of Bucharest (1948-1981) (Romanian)